# Metaxu
Metaxu  ou metaxy (en grec: μεταξύ) est un concept de philosophie métaphysique qui désigne ce qui est « dans l’intervalle », ou encore au juste milieu. La notion est utilisée et définie par Platon. 

## Concept
Le concept de metaxu apparaît sous la plume de Platon dans le Banquet. Le terme est lié au personnage de la prêtresse Diotime, comme « intermédiaire » ou au « juste milieu ». Diotime, enseignant Socrate, utilise le terme pour montrer comment la tradition orale peut être perçue par différentes personnes de différentes façons. Dans le poème de Socrate, elle représente Éros non pas comme un extrême de pureté, mais plutôt comme un « démon » au sens du grec δαίμων, Éros se trouve entre les dieux et les humains. Diotime expose ainsi les défauts de la tradition orale ; elle utilise des contrastes forts pour exprimer la vérité, révélant ainsi la vulnérabilité au sophisme. Le terme est également employé dans le Timée où il s’applique à l’univers créé par le Démiurge d’après le Modèle intelligible, et dont la nature est comparable à celle d’un enfant, « intermédiaire » entre son père et sa mère.

## Postérité

### Voegelin et l'entre-deux de l'être humain
Pour Eric Voegelin, le terme exprime la situation « entre-deux » de l'être humain : par exemple entre l'infini et le fini, ou entre le commencement de la vie et l'au-delà. Chez lui, le terme devient technique pour désigner la connexion de l'esprit humain avec le monde matériel, ce qui entraîne aussi en retour la « conscience d'être ».

### Weil et le bâton de l'aveugle
Pour Simone Weil, le terme renvoie à ce qui sépare et relie à la fois (comme le mur entre deux prisonniers, qu'ils peuvent frapper pour communiquer entre eux). Ainsi le contact pratique de l'esprit humain avec la réalité peut être comparé au bâton de l'aveugle qui lui permet de sentir la distance, sans lui donner un aperçu direct. Un metaxu est l'équivalent d'un pont, d'un seuil et de tout intermédiaire qui établit une médiation pour aller à Dieu. Car Simone Weil donne à ce terme de metaxu une signification métaphysique et religieuse.

### Simondon et l'articulation entre structure et opération
Pour Gilbert Simondon, le terme éclaire l'articulation entre structure et opération : «[…] l'opération est un μεταξύ entre deux structures et est pourtant d'une autre nature que toute structure ».

## Source de l'article
- (en) Cet article est partiellement ou en totalité issu de l’article de Wikipédia en anglais intitulé « Metaxy » (voir la liste des auteurs).